# Хотина
Хотина (словац. Chotina) — річка в Словаччині, права притока Нітри, протікає в округах Бановці-над-Бебравою і Топольчани.
Довжина — 29 км.
Бере початок в масиві Повазький Іновець — на висоті 780 метрів. Протікає біля села Златники і через Тврдоместиці. Серед приток — Железніца; Сливниця та Хотинка.
Впадає у Нітру біля міста Топольчани.